# Tommy Thayer
Tommy Thayer (Portland, 7 novembre 1960) è un chitarrista heavy metal statunitense.
È un chitarrista heavy metal emerso negli anni ottanta come membro dei Black 'N Blue. Dal 2002 è il chitarrista solista dei Kiss.

## Biografia
L'esordio di Thayer avvenne nel 1981, quando assieme al batterista (in seguito cantante solista) Jaime St. James fondò la band heavy metal Black 'N Blue, che si sciolse nel 1989 dopo la pubblicazione di quattro album in studio.
Dopo lo scioglimento della band Thayer fondò assieme a St. James una tribute band sui KISS chiamata Cold Gin, nella quale St. James impersonava Peter Criss e Thayer Ace Frehley. La band era completata dagli ex membri dei Cold Sweat Chris McLernon al basso e Anthony White alla batteria.
Quasi contemporaneamente Thayer entrò nell'orbita degli stessi Kiss per i quali comporrà alcuni brani (presenti nell'album Hot in the Shade e Carnival of Souls), si occuperà dell'organizzazione di alcuni tour e verrà impiegato come turnista (nell'album Psycho Circus nel quale suona in quasi tutte le tracce).
Nel 2002, al momento dell'abbandono dei KISS da parte di Ace Frehley, si decise di assumere come chitarrista solista lo stesso Thayer, che erediterà da Frehley anche il trucco e i costumi del personaggio dello "Spaceman". Con Thayer i KISS registreranno il loro quarto album live (intitolato KISS Symphony: Alive IV, pubblicato nel 2003), e intraprenderanno una serie di tour tra il 2003 e il 2004 (tra cui il Rock the Nation Tour del 2004 e un tour con gli Aerosmith nel 2003).
Il 2 ottobre 2009 è uscito in Italia (data di uscita il 5 ottobre in Europa e 6 ottobre negli Stati Uniti) il cd Sonic Boom prodotto da Paul stanley in cui i KISS suonano 11 brani inediti introdotti dal singolo "Modern day Delilah". Assieme al CD ne è presente un altro, "KISS klassics" contenente brani classici tra cui "Love Gun", "Detroit Rock City" e "Rock and roll all nite"; e un bonus DVD: il live a Buenos Aires durante l'alive 35 tour in Sudamerica.

## Strumentazione

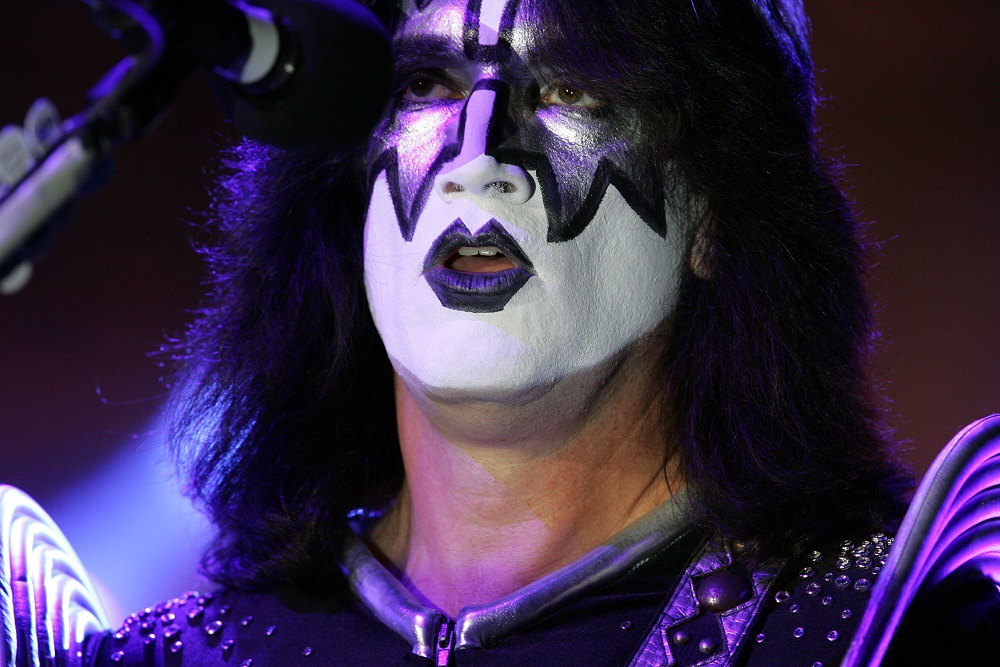
Tommy con i Kiss

Thayer utilizza per i concerti la Gibson Les Paul (di cui possiede otto modelli), collegata a quattro amplificatori Marshall a 100 watt.
Nel 2008 Tommy ha annunciato il lancio del suo nuovo amplificatore Duotone Signature Edition, nato grazie alla collaborazione con la casa costruttrice tedesca Hughes & Kettner. Notizia che fa onore a Tommy è che ha deciso di donare le sue royalties guadagnate con la vendita di questo ampli signature, al Childrens Hospital di Los Angeles.

## Discografia

### Con i Black 'N Blue

#### Album in studio
- 1984 - Black 'N Blue
- 1985 - Without Love
- 1986 - Nasty Nasty
- 1988 - In Heat

#### Live
- 1998 - One Night Only
- 2002 - Live in Detroit - 1984

#### Raccolte
- 2001 - The Demos Remastered: Anthology 1
- 2001 - Ultimate Collection
- 2005 - Collected (Box Set)
- 2007 - Rarities

### Con i Kiss

#### Album in studio
- 1989 - Hot in the Shade (come ospite)
- 1998 - Psycho Circus (come ospite)
- 2009 - Sonic Boom
- 2012 - Monster

#### Live
- 2003 - Symphony Alive IV
- 2005 - Rock The Nation Live
- 2008 - Alive 35 World Tour

#### Raccolte
- 2001 - The Box Set
- 2008 - Jigoku-Retsuden - New Recordings Best

### Altri album
- 1985 - Jimmy Barnes - Jimmy Barnes
- 1985 - Loverboy - Lovin' Every Minute of It
- 1986 - Ted Nugent - Little Miss Dangerous
- 1987 - Malice - License to Kill
- 1990 - Doro - Doro
- 1990 - Harlow - Harlow
- 1994 - Medicine Wheel - First Things First
- 1994 - Shake The Faith - America The Violent
- 1995 - Gunshy	- Mayday
- 1995 - Marc Ferrari and Friends - Guest List
- 1996 - Hollywood Underground - Hollywood Underground
- 1998 - Erik Turner - Demos for Diehards
- 2017 - Patrick Lamb - Lately
- 2020 - Jason Scheff - Here I Am
- 2021 - Guitar Zeus 20th Anniversary Box Set
- 2022 - Bound for Hell: On the Sunset Strip